# Sakigake
Sakigake (яп. さきがけ, дос. «Піонер») — перша японська автоматична міжпланетна станція і перший міжпланетний зонд, створений не США і не СРСР. Апарат призначався для демонстрації ефективності нової ракети-носія, випробування схем подолання гравітаційного тяжіння Землі на базі японської техніки, спостереження космічної плазми і магнітного поля в міжпланетному просторі. «Сакігаке» — частина так званої «Армади Галлея» — групи космічних апаратів відправлених на вивчення комети Галлея. Сигнали Сакігаке дали змогу внести коректування для апарата Суйсей, запущеного на декілька місяців пізніше.
Космічний апарат «Сакігаке» розроблено в Інститут космічних досліджень і астронавтики, який зараз є частиною японського космічного агентства JAXA.

## Інструменти
Апарат ніс на борту датчики йонів сонячного вітру (SOW) і плазмових хвиль (PWP), а також магнітометр для вивчення сонячного вітру і міжпланетного простору (IMF). На відміну від Суйсей, на борту Сакігаке не було пристроїв для передавання зображень.

## Політ
Сакігаке запущено 7 січня 1985 року з пускового майданчика космічного центру Кагосіма за допомогою ракети-носія M-3SII-1. Апарат пролетів повз комету Галлея 11 березня 1986 року на відстані 6990000 кілометрів. Були плани використати зонд для зближення з кометою 21P/Джакобіні — Ціннера, від яких довелося відмовитися через брак палива. Від 15 листопада 1995 року дослідники перестали отримувати телеметрію з апарата, хоча сигнал маячка продовжував надходити до 7 січня 1999 року.